# Старе Плуди
Старе Плуди (пол. Stare Płudy) — село в Польщі, у гміні Сомянка Вишковського повіту Мазовецького воєводства.
Населення — 207 осіб (2011).
У 1975-1998 роках село належало до Остроленцького воєводства.

## Демографія
Демографічна структура станом на 31 березня 2011 року:
|          | Загалом | Допрацездатний вік | Працездатний вік | Постпрацездатний вік |
| -------- | ------- | ------------------ | ---------------- | -------------------- |
| Чоловіки | 90      | 24                 | 53               | 13                   |
| Жінки    | 117     | 27                 | 62               | 28                   |
| Разом    | 207     | 51                 | 115              | 41                   |